# Statuten van Łaski

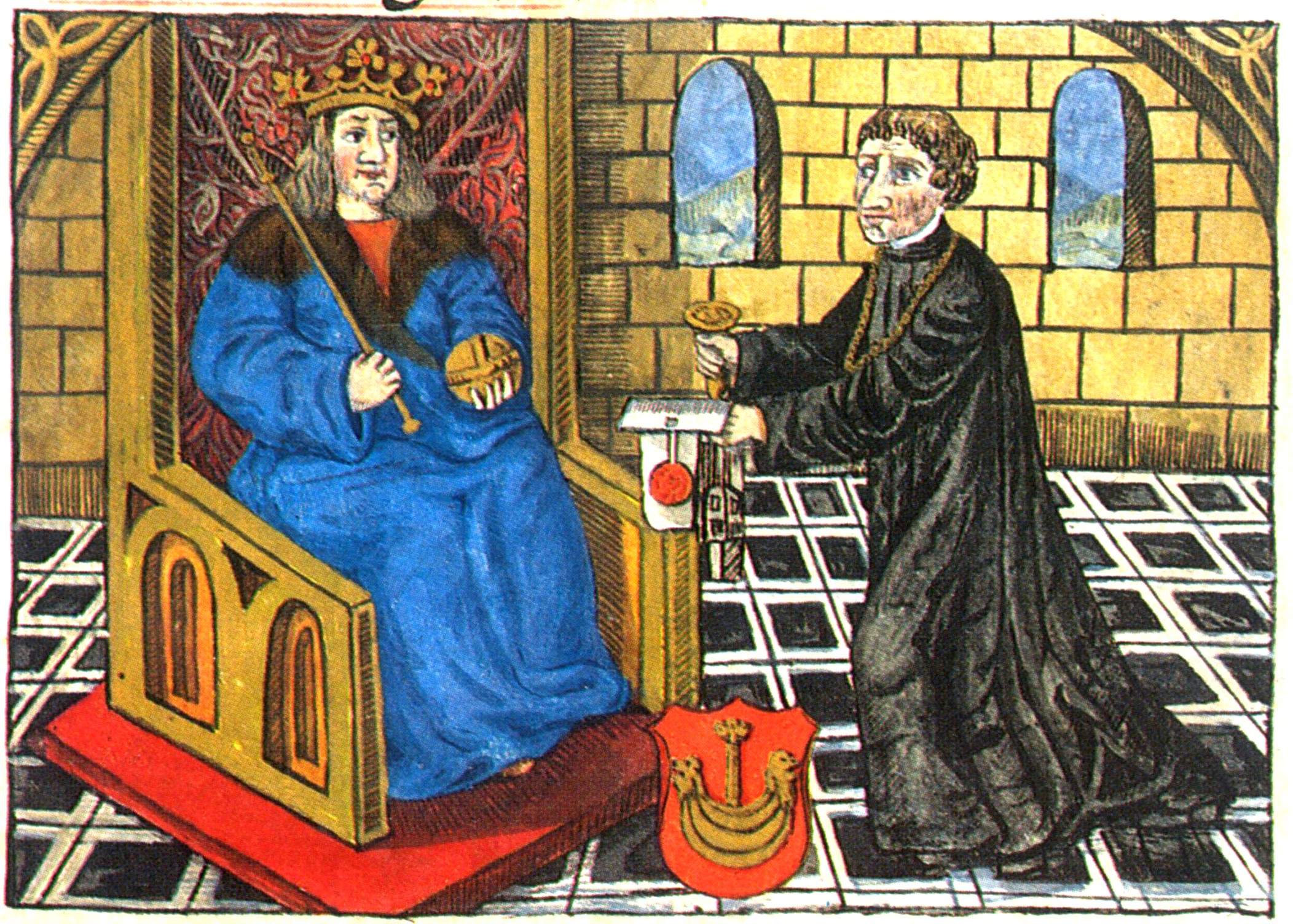
Jan Laski presenteert de statuten aan de Koning Alexander van Polen.

Statuten van Łaski of Stellingen van Łaski (Pools: Statut(y) Łaskiego, Latijns: Commune Incliti Poloniae regni privilegium constitutionum et indultuum publictus decretorum approbatorumque), uit 1505, was de eerste codificatie van rechtspraak uitgebracht in het Koninkrijk Polen. De druk van 1506 was het eerste geïllustreerde drukwerk in Polen.

## Geschiedenis
De Statuten van Laski werden opgetekend door kanselier en aartsbisschop Jan Łaski, deze bundelde alle verslagen over rechtspraak die in de eeuwen daarvoor in Polen waren verschenen. Łaski werd gevraagd om de bestaande Poolse wet opgemaakt door de Sejm (het parlement) te coderen en ook alle verdragen, zoals vredesverdragen gemaakt met de Teutoonse Orde op te tekenen, dit tijdens een bijeenkomst in 1505 bij Radom.
De statuten staan beschreven op 720 papieren pagina's, verdeeld in twee delen.
Het eerste deel was ondertekend door koning Alexander van Polen en had dus kracht van wet. Dit deel bevatte een verzameling wetgevingen, privileges, statuten en edicten uitgevaardigd door de koning en aangenomen door het parlement, ook stonden er internationale overeenkomsten en vredesverdragen beschreven. Het tweede gedeelte beschreef het rechtssysteem, voornamelijk het Maagdenburgs recht en bevatte teksten uit de Saksenspiegel, Weichbild en de Lübeck wet.